# Car Mechanic Simulator 2018
Car Mechanic Simulator 2018 es un videojuego de simulación desarrollado por el estudio polaco Red Dot Games que representa el trabajo de un mecánico automotriz. Fue lanzado el 28 de julio de 2017 para Microsoft Windows; en 2019 el 15 de febrero para Nintendo Switch y el 25 de junio para PlayStation 4 y Xbox One. En junio de 2018 se lanzó una versión simplificada para plataformas móviles. El juego es el tercero de la serie Car Mechanic Simulator, después de Car Mechanic Simulator 2014 y Car Mechanic Simulator 2015, el juego es el predecesor de Car Mechanic Simulator 2021, que se lanzó el 11 de agosto de 2021.

## Jugabilidad
El juego se juega desde una perspectiva de primera persona, y el jugador puede caminar libremente por la tienda, salas de exposición y graneros donde se pueden comprar autos dañados. para ser reparado y/o revendido. El jugador tiene acceso a una amplia variedad de herramientas, la mayoría de las cuales se desbloquean al completar trabajos y ganar experiencia. A lo largo del juego, el jugador amplía su taller, lo que le permite realizar trabajos de reparación cada vez más complejos, así como la restauración de coches clásicos.
El juego implica examinar los diversos componentes del motor, la suspensión y el chasis del vehículo, identificar los componentes dañados y reemplazarlos. Esto se puede hacer comprando un componente de reemplazo o, en niveles superiores, reparando el existente. Los motores se representan con gran detalle, lo que requiere que el jugador retire piezas de manera realista para poder acceder al componente relevante. Para completar la tarea requerida, el jugador debe utilizar hardware realista como un equilibrador de neumáticos, un extractor de resortes, un kit de detalles y un soporte de motor.
Más secciones de la sala de trabajo se desbloquean a lo largo del juego. Estos incluyen una pista de pruebas que puede identificar problemas con los frenos y la suspensión de un automóvil y un taller de pintura que se utiliza para pintar y personalizar la carrocería del automóvil.

## Recepción
La versión de Switch de Car Mechanic Simulator recibió "críticas generalmente desfavorables" y la Xbox One recibió "críticas generalmente favorables" en Metacritic.
Rock Paper Shotgun calificó el juego como "singularmente cautivador y catártico", al tiempo que criticó una gran cantidad de errores presentes en la versión inicial, así como varias decisiones de diseño. Una revisión de seguimiento después de completar el parche indicó que los problemas técnicos se habían resuelto.
La versión Nintendo Switch del juego fue duramente criticada por "Nintendo Enthusiast", quien la criticó por ser una adaptación del lanzamiento móvil, calificándola de "un intento realmente triste de ganar dinero rápido con compradores desprevenidos".

## Contenido descargable
Hay una variedad de contenido descargable disponible para Car Mechanic Simulator 2018, la mayoría de los cuales amplía la gama de automóviles disponibles. A diferencia de los coches del juego base, que son análogos ficticios de los coches reales, los coches DLC son réplicas con licencia oficial. Estos coches están integrados en el juego existente y están marcados con un cartel "DLC" en su descripción.
Además de los coches, el 30 de octubre se lanzó un DLC gratuito "Tuning". Esto amplía la cantidad de mejoras cosméticas y piezas de alto rendimiento que se pueden utilizar para mejorar los vehículos que construye el jugador. El jugador también puede desbloquear un Dyno que puede usarse para comprobar cuánto ha mejorado el vehículo en comparación con su estado anterior.
| Nombre              | Fecha de lanzamiento    | Coches incluidos | Motores incluidos |
| ------------------- | ----------------------- | --- | ----------------- |
| Mazda               | 28 de julio de 2017     | Mazda RX-7 (FD3S) and 1978 Mazda Savanna RX-3 |                   |
| Dodge               | 28 de julio de 2017     | 1968 Dodge Charger and 1970 Dodge Challenger R/T. |                   |
| Jeep                | 20 de octubre de 2017   | Jeep Grand Cherokee SRT, Jeep Willys Military, Jeep Willys Civilian, Jeep Wrangler. NOTA: Este DLC también desbloquea la pista todoterreno.                      |                   |
| Plymouth            | 11 de diciembre de 2017 | 1970 Plymouth Roadrunner, 1971 Plymouth HEMI Cuda. NOTA: Este DLC también desbloquea la pista de drag.                                                           |                   |
| Bentley Remastered  | 29 de enero de 2018     | 2016 Bentley Continental GT Speed, 1970 Bentley T-Series T1 Four Door Saloon                                                                                     |                   |
| Lotus               | 5 de marzo de 2018      | Lotus Esprit S1, Lotus Elise S1 |                   |
| Pagani              | 2 de abril de 2018      | Pagani Zonda Revolución, Pagani Huayra |                   |
| Ford                | 4 de junio de 2018      | 1971 Ford Mustang Mach 1, 2017 Ford F-350 Super Duty, 2017 Ford Mustang, 1964 Ford GT40                                                                          |                   |
| Porsche             | 8 de octubre de 2018    | 1993 Porsche 911 Turbo S (964) 3.6, 1993 Porsche 911 RS America (964) 3.6, 2016 Porsche 911 Carrera S (991.2), 2003 Porsche Carrera GT                           |                   |
| Dodge Modern        | 20 de diciembre de 2018 | 2015 Dodge Challenger SRT Hellcat y 2015 Dodge SRT Viper GTS |                   |
| Maserati Remastered | 2 de marzo de 2019      | Maserati GranTurismo MC Stradale, Maserati Sebring y Maserati Quattroporte                                                                                       |                   |
| RAM                 | 10 de mayo de 2019      | Dodge Ram SRT-10 and Dodge Ram 3500 |                   |
| Mercedes-Benz       | 15 de enero de 2020     | Mercedes-Benz 300 SL Gullwing (W198), Mercedes-Benz 560 SEC (W126), Mercedes-Benz 500E (W124), Mercedes-Benz SLS AMG (C197) y Mercedes-Benz 280 SL Pagoda (W113) |                   |
| Chrysler            | 25 de marzo de 2020     | 2008 Chrysler 300C SRT8 y 1975 Chrysler Cordoba |                   |